# Otostylis
Otostylis es un género con cuatro especies de orquídeas. Es originario de América Central y El Caribe hasta Brasil.

## Descripción
Morfológicamente, este género se encuentra entre Acacallis, Koellensteinia y Zygopetalum y se distingue, entre muchas otras características, por presentar la base del labelo ligeramente lobulada o auriculada, a través del cual también se extiende las callosidades transversales semicirculares presente en su disco.
Presenta rizoma corto, con pequeños pseudobulbos ovoides, envueltos por vainas que lo esconden casi por completo al comienzo, y largas hojas laterales y apicales, lineares a lanceoladas, lisas, no plegadas, similares a las de Zygopetalum. La inflorescencia en forma de racimos largos y rectos, surgen de las axilas de las vainas, y tienen flores blanquecinas con el centro del labio  amarillo, que son muy ornamentales.
Las flores tienen los sépalos y pétalos de la misma longitud, de forma similar, y  más o menos planos. El labio unguiculado se amplía a una hoja plana de gran tamaño. La columna es corta, con alas anchas  terminales ascendentes. La antera es terminal con dos pares de polinias cerosas.

## Evolución, filogenia y taxonomía
Fue propuesto por Schlechter y publicado en Orchis. der Deutschen Gesellschaft für Monatsschrift Orchideenkunde 12: 38 en 1918. La especie tipo es Otostylis lepida (Linden & Rchb.f.) Schltr., antes  Aganisia lepida Linden & Rchb.f.
Etimología
El nombre del género proviene del griego otos, "oídos", y stylos, "columna", en referencia a la forma de las alas de la columna de sus flores.

## Especies
- Otostylis alba (Ridl.) Summerh. (1951)
- Otostylis brachystalix (Rchb.f.) Schltr. (1918)
- Otostylis lepida (Linden & Rchb.f.) Schltr. (1918)
- Otostylis paludosa (Cogn.) Schltr. (1918)